# Siège d'Odawara (1561)
Pour les articles homonymes, voir Siège d'Odawara.
Le siège d'Odawara de 1561, bataille qui se déroule au cours de l'époque Sengoku de l'histoire du Japon, est le premier de plusieurs sièges que doit affronter le château du clan Go-Hōjō.
Uesugi Kenshin est au plus fort de sa campagne contre le clan Hōjō lorsqu'il s'empare de plusieurs de leurs châteaux. En 1561, il assiège leur château d'Odawara. Les Uesugi enfoncent les défenses et incendient la jōkamachi (ville-château). Cependant, le château lui-même reste invaincu et Kenshin se retire après deux mois. Ce résultat est la conséquence d'un manque d'approvisionnements adéquats et de la réapparition de Takeda Shingen, le rival de longue date de Kenshin, qui menace ses territoires.
Cette attaque met fin au premier des trois sièges du château d'Odawara.

## Source de la traduction
- (en) Cet article est partiellement ou en totalité issu de l’article de Wikipédia en anglais intitulé « Siege of Odawara (1561) » (voir la liste des auteurs).